# Teofil Wilski
Teofil Józef Wilski (ur. 16 października 1935 w  Skubarczewie, zm. 26 marca 2022 w Ostrowie Wielkopolskim) – polski duchowny rzymskokatolicki, doktor nauk teologicznych, rektor Prymasowskiego Wyższego Seminarium Duchownego w Gnieźnie w latach 1988–1995, biskup pomocniczy kaliski w latach 1995–2011, od 2011 biskup pomocniczy senior diecezji kaliskiej.

## Życiorys
Urodził się 16 października 1935 w Skubarczewie. W latach 1954–1960 odbył studia filozoficzno-teologiczne w Prymasowskim Wyższym Seminarium Duchownym w Gnieźnie. Święceń prezbiteratu udzielił mu 11 czerwca 1960 w katedrze gnieźnieńskiej kardynał Stefan Wyszyński, prymas Polski. W latach 1962–1968 studiował na Wydziale Teologii Katolickiego Uniwersytetu Lubelskiego, gdzie uzyskał doktorat z teologii dogmatycznej.
W latach 1960–1962 pracował jako wikariusz w parafii św. Michała Archanioła w Kcyni. Został ustanowiony rektorem kościoła seminaryjnego św. Jerzego na zamku w Gnieźnie. Związał się z Drogą Neokatechumenalną. Od 1968 do 1970 był notariuszem w kurii metropolitalnej w Gnieźnie. W 1972 został mianowany egzaminatorem prosynodalnym. W 1985 wszedł w skład rady kapłańskiej, a w 1989 rady duszpasterskiej. Objął funkcję cenzora ksiąg religijnych. W 1987 otrzymał godność kapelana honorowego Jego Świątobliwości.
Od 1968 do 1995 był wykładowcą teologii dogmatycznej, a później również teologii duchowości, w Prymasowskim Wyższym Seminarium Duchownym w Gnieźnie. Od 1982 do 1988 pełnił w nim funkcję ojca duchownego, a w latach 1988–1995 sprawował urząd rektora. Wykłady z teologii dogmatycznej objął także w Wyższym Seminarium Duchownym w Kaliszu. Autor publikacji z zakresu teologii trynitarnej. Został członkiem Komisji Teologicznej przy Poznańskim Towarzystwie Przyjaciół Nauk.
8 kwietnia 1995 papież Jan Paweł II mianował go biskupem pomocniczym diecezji kaliskiej ze stolicą tytularną Castellum in Mauretania. Święcenia biskupie otrzymał 8 maja 1995 w katedrze św. Mikołaja w Kaliszu. Udzielił mu ich Jerzy Stroba, arcybiskup metropolita poznański, w asyście Stanisława Napierały, biskupa diecezjalnego kaliskiego, i Bronisława Dembowskiego, biskupa diecezjalnego włocławskiego. Jako zawołanie biskupie przyjął słowa „Paternitati servire Dei” (Służyć Ojcostwu Boga). W latach 1995–2012 sprawował urząd wikariusza generalnego diecezji. W kurii diecezjalnej objął stanowisko przewodniczącego wydziału duszpasterskiego, w jego kompetencjach znalazły się sprawy formacji kapłanów diecezji. Zainicjował powstanie Apostolstwa Modlitwy w intencji rodzin. Przyczynił się do utworzenia duszpasterstwa środowisk twórczych diecezji i został jego duszpasterzem. 31 października 2011 papież Benedykt XVI przyjął jego rezygnację z obowiązków biskupa pomocniczego diecezji kaliskiej.
W ramach Konferencji Episkopatu Polski został współprzewodniczącym Zespołu ds. Dialogu ze Wspólnotą Kościoła Adwentystów Dnia Siódmego, wszedł także w skład Komisji ds. Duchowieństwa i Rady Programowej Radia Maryja.
Po ustąpieniu z urzędu zamieszkał w Domu Księży Emerytów w Ostrowie Wielkopolskim. Zmarł 26 marca 2022 w Ostrowie Wielkopolskim. 31 marca 2022 został pochowany w kapłańskiej kaplicy grobowej na cmentarzu Miejskim w Kaliszu.